# Chris Bryant (Politiker)

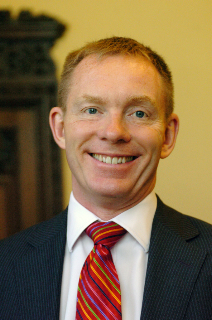
Chris Bryant

Sir Christopher John Bryant (* 11. Januar 1962 in Cardiff) ist ein britischer Politiker und als Mitglied der Labour Party Abgeordneter des Britischen Parlaments für die walisischen Wahlkreise Rhondda (2001–2024) und Rhondda and Ogmore (seit 2024).

## Ausbildung
Chris Bryant wurde in Cardiff geboren. Er besuchte das Cheltenham College und das Mansfield College in Oxford, wo er 1983 den Bachelor in Englisch und den Master erhielt. Bryant lernte danach für das Amt eines anglikanischen Priesters in der Church of England am Ripon College, Cuddesdon in Oxfordshire. Dort erreichte er einen Degree in Theologie. Obgleich er bereits Mitglied der Conservative Party war, wechselte Bryant 1986 zur Labour Party und verließ Oxford. Ab 1986 diente er als Kurat an der Church of All Saints in High Wycombe und von 1989 als Youth Chaplain in Peterborough.

## Labour Party
1991 veränderte Bryant sein berufliches Umfeld und arbeitete als Mitarbeiter der Labour Party in Holborn and St Pancras Constituency, wo er den Labour-Politiker Frank Dobson 1992 bei den Wahlen unterstützte. Ab 1993 war er Local Government officer für die Labour Party und wohnte in Hackney. Bryant wurde in das Hackney Borough Council 1993 gewählt, wo er bis 1998 diente. 1993 wurde Bryant Vorsitzender der Christian Socialist Movement. Bryant ist auch ein Mitglied der Labour Friends of Israel Lobby Gruppe.
1996 wurde er Autor und schrieb Biographien über Stafford Cripps und Glenda Jackson. Bryant wurde Kandidat für Labour Party in Wycombe in den Wahlen 1997 und ab 1998 Head of European Affairs für BBC.

## Abgeordneter
Bryant wurde als Abgeordneter in das britische Parlament für den Wahlkreis Rhondda gewählt. Bryant ist ein christlicher Sozialist, Mitglied der Fabian Society, von Amnesty International und der Organisation Amicus. Bryant ist ein starker Befürworter der britischen Mitgliedschaft in der Europäischen Union, ein Gegner der Legalisierung von Drogen, ein Gegner von Fuchsjagden und ein Befürworter eines demokratisch gewählten House of Lords.
Von 2005 bis Juni 2006 war Bryant Parliamentary Private Secretary für den Secretary of State for Constitutional Affairs Charlie Falconer.
Bryant unterstützte die Proteste der Arbeiter vom Unternehmen Burberry, die gegen die Schließung einer Fabrik in Treorchy, Wales, und der Verlagerung von 310 Arbeitsstellen nach China protestierten.
Bryant bewarb sich in der Wahl zum Speaker des House of Commons 2019 um die Nachfolge von John Bercow als Speaker des britischen Unterhauses, unterlag im vierten Wahlgang aber Lindsay Hoyle.

## Privatleben
Bryant ist mit Jared Cranney seit dem 28. März 2010 verheiratet. Sein Privatleben wurde von der britischen Presse thematisiert, als seine Webseite auf dem Chatportal Gaydar veröffentlicht wurde.

## Werke von Bryant
- Glenda Jackson: The Biography by Chris Bryant, 1999, HarperCollins, ISBN 0-00-255911-0
- Stafford Cripps: The First Modern Chancellor von Chris Bryant, 1997, Hodder & Stoughton Ltd, ISBN 0-340-67892-5
- Possible Dreams: Personal History of the British Christian Socialists von Chris Bryant, 1996, Hodder & Stoughton Religious, ISBN 0-340-64201-7
- James and John: A True Story of Prejudice and Murder von Chris Bryant, 2024, Bloomsbury, ISBN 9781526644978. Über James Pratt und John Smith, die letzten beiden Männer, die 1835 in Großbritannien für homosexuellen Geschlechtsverkehr gehängt wurden[4].